# Corzúnia
Corzúnia ou Querchuni (em armênio: Կրճունիք; romaniz.: Krčunik’), segundo a Geografia de Ananias de Siracena (século VII), foi um gavar (cantão) da província da Vaspuracânia, no Reino da Armênia. Compreendia uma área de 800 quilômetros quadrados em torno das fontes do rio Cotur. Seu nome sobreviveu nas vilas de Guiudejevique e Curdejã mencionados em mapas do Império Russo. É possível que fosse um dos distritos do principado de Mardepetacânia, o território ancestral do mardepetes e mais tarde um grande domínio em posse da dinastia arsácida. Com a eventual anexação de Mardepetacânia pelos arzerúnidas, tornar-se-ia um dos territórios dessa família. No século X, Tomás Arzerúnio atestou que o distrito ainda existia como um dos domínios arzerúnidas.